# Кратерная (бухта)
Кратерная — небольшая бухта на южном берегу острова Янкича (субархипелаг Ушишир, Курильские острова), Сахалинская область России. Название дано в XIX веке.
Вход в бухту расположен между мысом Кратерный и скалой Колпак. Открыта к югу, вдается в остров на 1 км. Ширина входа в бухту около 300 м. Глубина до 56 м. Площадь бухты около 0,7 км².
На берегу бухты вулкан Ушишир (388 м), по склонам которого произрастает таёжная растительность, спускающаяся прямо к воде бухты, не образуя пляжа. Вход в бухту, в отличие от неё самой, мелководен. В центре бухты находятся два небольших острова (высотой 37 и 72 м).
Побережье бухты, как и весь остров Янкича, не заселено.
Высота прилива в бухте — 1,8 м.
Флора и фауна бухты изолированы от окружающей природы, а потому отличаются значительным своеобразием. На дне бухты водятся морские ежи. В бухте было открыто 6 новых видов живых существ. В 1988 бухта Кратерная стала биологическим заказником.
В конце 1980-х экспедиция Института биологии моря выяснила, что в бухте существует уникальная природная система. Помимо фотосинтеза в ней идут ещё два способа преобразования энергии — хемосинтез и метанотрофия.
В 1987 году, по инициативе директора Института Морской Биологии ДВО РАН академика А. В. Жирмунского, создан государственный биологический заказник регионального значения «Бухта Кратерная». Объектом охраны является фауна беспозвоночных животных, связанных с вулканической деятельностью.
О бухте И. З. Войтенко в 1989 году снял научно-популярный фильм «Загадки бухты Кратерной».